# رود تنریو
رودخانه تنریو (به انگلیسی: Tenryū River) رودخانه‌ای به‌طول ۲۱۳ کیلومتر است که در ژاپن جریان دارد.